# Shākhdār
Shākhdār (persiska: شاخدار) är en ort i Iran.   Den ligger i provinsen Qazvin, i den nordvästra delen av landet, 210 km väster om huvudstaden Teheran. Shākhdār ligger 1 949 meter över havet och antalet invånare är 636.
Terrängen runt Shākhdār är kuperad. Runt Shākhdār är det ganska tätbefolkat, med 93 invånare per kvadratkilometer. Närmaste större samhälle är Chang Almās, 12,3 km norr om Shākhdār. Trakten runt Shākhdār består i huvudsak av gräsmarker.